# Выборы столицы летних Олимпийских игр 2012 года

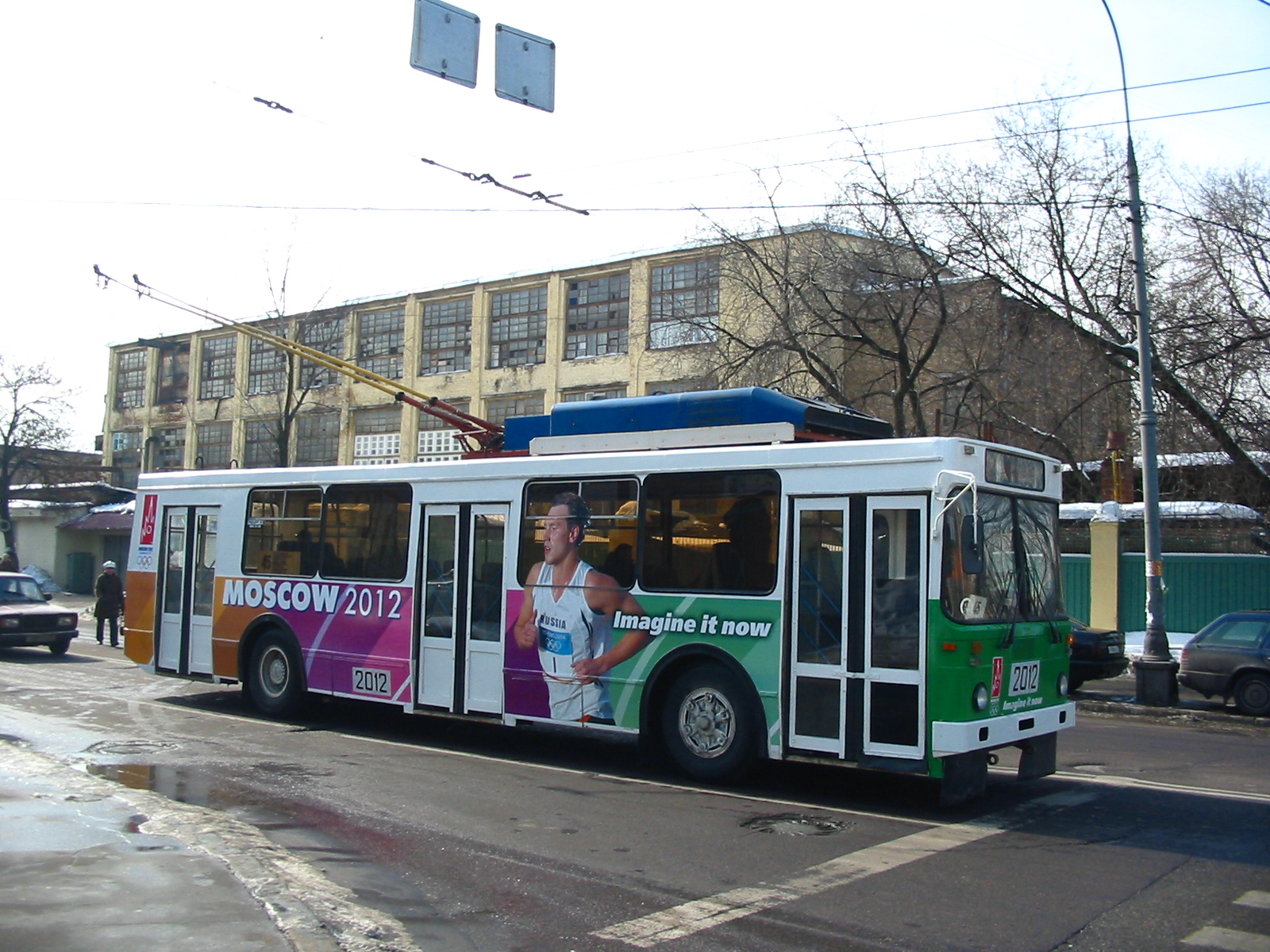
Реклама заявки на олимпийские игры в Москве на троллейбусе (2005)

Девять городов, подавших заявки на проведение летних Олимпийских и Паралимпийских игр 2012 года (Гавана, Стамбул, Лейпциг, Лондон, Мадрид, Москва, Нью-Йорк, Париж и Рио-де-Жанейро), были признаны Международным олимпийским комитетом (МОК). МОК составил шорт-лист кандидатов, куда вошли пять городов: Лондон, Мадрид, Москва, Нью-Йорк, Париж, из которых в конечном итоге победил Лондон, который, таким образом, стал первым городом, проводящим Олимпийские игры в третий раз (до этого были игры IV (1908 год) и XIV (1948 год) Олимпиад) за всю историю Олимпийских игр современности. Это решение стало одним из самых горячо оспариваемых в истории МОК. Ряд экспертов считали Париж фаворитом на протяжении большей части кампании, но умелое лоббирование сторонниками проведения Игр в Лондоне и вдохновляющая финальная презентация Себастьяна Коэ привели к успеху его предложение. Мадрид считался одним из фаворитов, но не получил достаточно голосов, чтобы обойти Париж и Лондон, и тот факт, что Испания принимала Олимпиаду в 1992 году, стало основным недостатком проведения игр в Мадриде. Обозреватели называли эту предвыборную кампанию самой острой в истории олимпийского движения.
После технической оценки девяти оригинальных заявок, 18 мая 2004 года были отобраны пять лучших, ставшие официальными кандидатами, при этом четыре из пяти городов-кандидатов являются столицами, что придало повышенный интерес к заключительной фазе выборов. Париж и Мадрид заслужили высшие оценки на этапе подачи заявок. 6 июля 2005 года, после четырёх раундов голосования на 117-й сессии МОК в Сингапуре, Москва, Нью-Йорк и Мадрид были ликвидированы в первые три раунда. Лондон победил в финальном раунде с перевесом в четыре голоса над Парижем и добился права на проведение Олимпийских игр 2012 года.
Члены парижской делегации утверждали, что лондонская делегация нарушила правила МОК, мэр Парижа Бертран Деланоэ
заявил, что кандидатура Парижа проиграла возможно потому, что французы играли «слишком честно», не намереваясь превращать спортивный праздник «в подлинную войну» и упрекнул премьер-министра Великобритании Тони Блэра и руководителя заявочного комитета Себастяьна Коэ в несоблюдении правил «честной игры». Президент МОК Жак Рогге в своём заявлении отверг эти обвинения, заявив, что конкуренция была справедливой.
Другой скандал произошел во время выборов-торгов, когда в ходе тайного расследования, проведённого для британского документального телесериала «Панорама» был выявлен факт коррупции, связанный с членом МОК болгарином Иваном Славковым и олимпийскими агентами, которые предложили голоса от членов МОК в обмен на финансовую поддержку. Ещё не оправившийся от последствий скандала на олимпиаде в Солт-Лейк-Сити МОК отреагировал быстро и наказал виновных, Иван Славков был исключён из МОК.

## Оценка городов-претендентов
Сроки подачи заявок на летние Олимпийские игры 2012 года был до 15 июля 2003 года. После анализа анкет, МОК дал средневзвешенную оценку для каждого города на основании баллов, полученных в каждом из одиннадцати пунктов анкеты. В случае, если оценка тендерной заявки была выше шести, город считался готовым к проведению игр, в противном случае, его шансы были очень малы. 18 мая 2004 года МОК объявил о городах, принятых в качестве кандидатов:
- Франция Париж — 8,5
- Испания Мадрид — 8,3
- Великобритания Лондон — 7,6
- США Нью-Йорк — 7,5
- Россия Москва — 6,5
- Германия Лейпциг — 6,0
- Бразилия Рио-де-Жанейро — 5,1
- Турция Стамбул — 4,8
- Куба Гавана — 3,7

| Критерии                                                            | Вес           | Париж   | Париж   | Лейпциг  | Лейпциг  | Нью-Йорк                  | Нью-Йорк                  | Москва | Москва | Стамбул | Стамбул | Гавана | Гавана | Лондон         | Лондон         | Мадрид  | Мадрид  | Рио-де-Жанейро | Рио-де-Жанейро |
| Критерии                                                            | Вес           | Франция | Франция | Германия | Германия | Соединённые Штаты Америки | Соединённые Штаты Америки | Россия | Россия | Турция  | Турция  | Куба   | Куба   | Великобритания | Великобритания | Испания | Испания | Бразилия       | Бразилия       |
| Критерии                                                            | Вес           | Min     | Max     | Min      | Max      | Min                       | Max                       | Min    | Max    | Min     | Max     | Min    | Max    | Min            | Max            | Min     | Max     | Min            | Max            |
| ------------------------------------------------------------------- | ------------- | ------- | ------- | -------- | -------- | ------------------------- | ------------------------- | ------ | ------ | ------- | ------- | ------ | ------ | -------------- | -------------- | ------- | ------- | -------------- | -------------- |
| Проживание                                                          | 5             | 10.0    | 10.0    | 5.2      | 5.5      | 10.0                      | 10.0                      | 6.2    | 7.4    | 5.9     | 6.5     | 3.3    | 4.1    | 10.0           | 10.0           | 7.9     | 8.4     | 5.0            | 5.6            |
| Условия окружающей среды и воздействие на неё                       | 2             | 6.6     | 8.6     | 7.4      | 9.0      | 5.0                       | 7.6                       | 4.6    | 7.6    | 4.6     | 7.6     | 5.0    | 7.0    | 7.2            | 8.6            | 7.2     | 8.6     | 5.2            | 7.6            |
| Опыт прошедших спортивных событий                                   | 2             | 7.6     | 9.0     | 4.8      | 6.8      | 6.2                       | 8.0                       | 4.6    | 7.0    | 3.4     | 6.0     | 3.0    | 5.6    | 4.8            | 6.8            | 6.0     | 7.4     | 5.0            | 7.6            |
| Финансы                                                             | 3             | 6.0     | 8.0     | 6.8      | 8.5      | 5.0                       | 7.5                       | 4.4    | 7.2    | 4.2     | 6.1     | 3.8    | 5.4    | 6.0            | 8.0            | 6.0     | 8.0     | 3.0            | 6.7            |
| Общая инфраструктура                                                | 5             | 6.8     | 7.8     | 4.0      | 5.5      | 5.3                       | 7.0                       | 4.8    | 6.8    | 2.7     | 4.1     | 1.5    | 3.2    | 5.3            | 7.0            | 7.5     | 8.5     | 3.1            | 4.6            |
| Государственная поддержка, юридические вопросы, общественное мнение | 3             | 7.2     | 8.0     | 7.2      | 8.0      | 6.2                       | 7.1                       | 6.7    | 7.5    | 7.2     | 7.9     | 7.0    | 7.7    | 6.5            | 7.2            | 7.5     | 8.3     | 7.0            | 7.7            |
| Олимпийская деревня(-ни)                                            | 3             | 6.8     | 8.3     | 6.3      | 8.2      | 5.3                       | 7.7                       | 6.6    | 8.0    | 4.2     | 6.3     | 4.3    | 6.4    | 5.5            | 8.0            | 7.3     | 8.7     | 6.3            | 8.2            |
| Общий проект и наследие                                             | 3             | 8.0     | 9.0     | 4.0      | 7.0      | 5.0                       | 8.0                       | 5.0    | 7.0    | 3.0     | 5.0     | 2.0    | 5.0    | 6.0            | 8.0            | 8.0     | 9.0     | 4.0            | 6.0            |
| Безопасность и охрана                                               | 3             | 7.3     | 8.3     | 6.4      | 7.4      | 6.3                       | 7.2                       | 5.2    | 6.4    | 3.4     | 4.6     | 3.0    | 4.0    | 6.7            | 7.7            | 6.4     | 7.4     | 3.9            | 4.8            |
| Спортивные комплексы                                                | 4             | 6.7     | 8.0     | 5.2      | 7.1      | 6.2                       | 7.7                       | 5.2    | 7.1    | 4.3     | 6.0     | 3.7    | 5.4    | 5.2            | 7.1            | 7.4     | 8.7     | 4.9            | 7.0            |
| Транспортная концепция                                              | 3             | 6.5     | 8.0     | 5.4      | 7.8      | 4.5                       | 6.7                       | 4.1    | 6.2    | 3.4     | 5.1     | 2.7    | 4.8    | 4.8            | 6.7            | 7.9     | 9.0     | 3.6            | 5.7            |
| ИТОГО СРЕДНЯЯ                                                       | ИТОГО СРЕДНЯЯ | 8.5     | 8.5     | 6.0      | 6.0      | 7.5                       | 7.5                       | 6.5    | 6.5    | 4.8     | 4.8     | 3.7    | 3.7    | 7.6            | 7.6            | 8.3     | 8.3     | 5.1            | 5.1            |

## Окончательный выбор
6 июля в рамках 117-й сессии Международного олимпийского комитета (МОК) в Сингапуре в 15:45 по московскому времени была объявлена столица Летних Олимпийских игр 2012 года — Лондон.
| Результаты выбора города | Результаты выбора города | Результаты выбора города | Результаты выбора города | Результаты выбора города | Результаты выбора города | Результаты выбора города |
| ------------------------ | ------------------------ | ------------------------ | ------------------------ | ------------------------ | ------------------------ | ------------------------ |
| Кандидаты                | Страна                   | 1-й раунд                | 2-й раунд                | 3-й раунд                | 4-й раунд                |                          |
| Лондон                   | Великобритания           | 22                       | 27                       | 39                       | 54                       |                          |
| Париж                    | Франция                  | 21                       | 25                       | 33                       | 50                       |                          |
| Мадрид                   | Испания                  | 20                       | 32                       | 31                       | —                        |                          |
| Нью-Йорк                 | США                      | 19                       | 16                       | —                        | —                        |                          |
| Москва                   | Россия                   | 15                       | —                        | —                        | —                        |                          |

## Комментарии
1. ↑  Официально известные как «игры XXX Олимпиады» и «игры XIV Паралимпиады».